# Холдарова, Собира
Собира Холдарова (узб. Sobira Xoldorova/Собира Холдорова; 1907 год, Ферганская область, Российская империя — 1984 год, Ташкент, СССР) — первая узбекская журналистка, ставшая жертвой репрессий.

## Биография
Собира Холдарова родилась в 1907 году в городе Чуст Ферганской области Российской империи в бедной крестьянской семье. В молодости её отец умер, а мать вернулась в родительский дом. Молодость Собиры прошла под присмотром дяди. Однако, в 1918 году, её усыновил дальний родственник и несовершеннолетнюю девушку выдали замуж за мужчину старше неё. Собира была не согласна на брак, из-за чего она избита мужем и заперта в сарае. Однако вскоре она Сабира сбежала из сарая и скиталась по улицам Коканда. Вскоре, на улице её обнаружили сотрудники милиции и передали в школу-интернат № 5 в Коканде. Собира Холдарова училась в школе-интернате и проявляла талант в учёбе, а также выучила русский язык.
В 1923 году она переехала в Ташкент и два года проучилась в «Хотин-кизлар Билим Юрти» (учебное заведение для девушек). После окончания она стала одним из редакторов газеты «Янги йул» («Новый путь»). В 1924 году стала членом коммунистической партии Советского Союза. 3 ноября 1921 года вышла замуж за Саидахмада Назарова.
В 1926 году она отправилась на учёбу во Всесоюзный институт журналистики в Москве, после окончания которого стала первой женщиной в истории узбекской журналистики. После возвращения в Ташкент, она работает в редакциях нескольких газет и журналов. В 1930 году её назначили заместителем председателя Центрального комитета по общественной агитации и председателем сектора по работе с женщинами и девушками.
В 1937 году Собиру Холдарову обвинили в «потере классового сознания и связи с интеллектуальным революционным движением», после чего осудили и отправили в тюрьму. 5 декабря 1940 года её приговорили к 10 годам лагерей и отправили в Якутию. В 1955 году она вернулась из тюрьмы в Ташкент. 22 июня 1956 года оправдана. Во время допросов и заключения у неё началось расстройство психики.
Собира Холдарова до конца жизни страдает психическим заболеванием. В 1984 году она умерла в Ташкенте.

## Память
В целях увековечения памяти первой узбекской журналистки Собиры Холдаровой 22 августа 2024 года Национальное информагентство Узбекистана «УзА» объявило о начале работы первого в стране виртуального репортёра, сгенерированного ИИ, названного в её честь (однако внешность и голос роботу подарила другая журналистка, Дильдора Абдухалилова) и преподносящего новости на 9 языках — узбекском, русском, английском, французском, арабском, китайском, немецком, испанском и казахском.